# Драган Батавељић
Драган Батавељић (Крагујевац, 22. април 1959) доктор је правних наука и професор Уставног права на Правном факултету Универзитета у Крагујевцу.

## Биографија
Рођен 22. априла 1959. године у Крагујевцу. Правни факултет у Крагујевцу завршио је 1982. године. Награде за одлично студирање добио од Универзитета „Светозар Марковић" у Крагујевцу 1979, 1980. и 1992. године.
Од 15. октобра 1984. године до 31. децембра 1989. године, радио у Општинском суду у Крагујевцу као судски приправник и стручни сарадник. Правосудни испит положио фебруара 1986. године у Београду. Од 1. јануара 1990. године радио на Правном факултету у Крагујевцу, на предмету „Увод у право“.
На Правном факултету у Београду положио усмени магистарски испит у јуну 1991. године и на истом факултету дана 27. децембра 1991. године успешно одбранио магистарску тезу под називом „Однос економских и правних појава и економских чињеница“.
На Факултету политичких наука у Београду 30. марта 1993. године стекао је диплому политиколога за међународне односе.
Од средине 1992. године стални је сарадник Одбора САНУ за проучавање села.
Дана 3. априла 1995. године, успешно одбранио докторску дисертацију под називом „Модел поделе власти у Уставу СР Југославије“ на Факултету политичких наука у Београду, чиме је стекао назив доктора политичких наука. Ова дисертација је на првом конкурсу Задужбине Андрејевић оцењена веома вискоко и 1996. године је штампана у облику монографије под називом „Дилеме поделе власти у СР Југославији.
Од 30. јуна 1998. године ради на Правном факултету у Крагујевцу у звању доцента на предмету Уставно право, а од 1. октобра 1998. године на Полицијској Академији у Београду на предмету „Уставно право и политичке институције“.
На позив Светске асоцијације правника из Вашингтона, учествовао је на XVIII Светском конгресу правника у Катару, са својим рефератом под називом „Правни систем СРЈ“. Учешће на овом Конгресу је повољно оцењено и упућен је позив за даљу сарадњу. Године 1997. постао је члан Светске асоцијације правника у Вашингтону.
Дана 23. марта 1999. године изабран за Генералног секретара Југословенског одбора Светске асоцијације правника, чије је седиште у Вашингтону. Наведени одбор своју делатност обавља у оквиру Југословенског удружења правника у Београду.
Од 20. јуна до 20. августа 2000. године боравио у Вирцбургу у Немачкој, у оквиру двомесечног студијског боравка на позив ДААД. Ментор је био професор Диетер Блуменвиц на Правном факултету у Вирцбургу. Тема боравка је била истраживање сличности и разлика између канцеларског парламентаризма у Савезној Републици Немачкој и парламентаризма у Савезној Републици Југославији по Уставу из 1992. године.
Од 25. јуна до 25. јула 2001. године боравио у Тибингену . Ментор је био професор Јавног и управног права, проф. др Гинтер Питнер на Правном факултету у Тибингену.